# UGC 66
UGC 66 es una galaxia espiral intermedia localizada en la constelación de Piscis.